# سامي مهنا (شاعر)
سامي مهنا، (22 سبتمبر 1971) هو شاعر وكاتب فلسطيني ولد في قرية البقيعة في الجليل الأعلى، الرئيس السابق  الاتحاد العام للكتّاب العرب الفلسطينيين في الداخل عرب 48، في الأعوام 2010-2019
محام، واعلامي حاز على تكريم الاتحاد العام للأدباء والكتّاب العرب؛ وحاز كذلك جائزة فلسطين من الاتحاد العام للأدباء العرب عن فئة الشعر لعام 2018.

## النشاط السياسي والأدبي
أنهى دراسته الثانويَّة  في المدرسةِ الشاملةِ مركز الجليل، ثم اتجه لدراسة الحقوق في جامعة إيست لندن بريطانيا - وحاز منها على شهادةِ الليسانس في الحقوق، نشط في الحركة الوطنية الفلسطينية منذ مطلع شبابه، وتعرض للسجن والإعتقال أكثر من مرة على خلفيات سياسية. بدأ بكتابة الشعر والمقالات الأدبية على أنواعها منذ صباه، ونشر معظم إنتاجه الادبي في الصحف والمجلات ووسائل الإعلام  المحليَّة وخارج  البلاد.
أسس وترأس اتحاد  الكتاب  الفلسطينيِّين في الداخل، من العام 2010 وحتى عام 2019، حرّر الزوايا الثقافية في موقع عرب 48 الإخباري على مدار 5 أعوام. عمل في وكالة وفا الإخباريّة الفلسطينيّة محرراً للشؤون الإسرائيليّة. علاوة على ذلك شارك في مهرجانات عديدة في البلاد والعالم العربي، وكُرّم من قبل اتحاد كتاب المغرب (في طنجة)، والاتحاد العام للأدباء والكتاب العرب (في أبو ظبي)، لدوره الأدبي والنضالي المؤثر
نشاطه:
1. ناشط في الحركة الوطنية والقومية في الداخل الفلسطيني
2. اعدّ وقدم البرامج الادبية والثقافية في اذاعة الشمس على مدار السنوات
3. يُدرس للقب الثاني في اللغة والادب العربي في جامعة حيفا
4. عمل في التّحرير في وكالة وفا الفلسطينية وموقع عرب ال48
5. كرمّ من اتحادات كتّاب المغرب والامارات عام 2016 في طنجة وابو ظبي لدوره الثقافي والابداعي والنضالي
6. حائز على جائزة الاتحاد العام للادباء والكتّاب العرب 2018 عن فئة الشعر
7. لُحنّت من كلماته أكثر من عشرين قصيدة، وغنى منها فنّانون فلسطينيون ومن الوطن العربي منهم: الفنانة التونسية نوال غشّام، والفنانة المغربية سلوى الشودري، ومن الفنانين الفلسطينيين: فيوليت سلامة، هبة بطحيش، الياس عطالله، نجم عطالله، منى نجم
8. وأكثر من لحّن من قصائده الموسيقار فوزي السعدي والمايسترو اميل جمّال ولحّن الموسيقار المصري صلاح الشرنوبي من كلماته اوبيريت شمس العروبة الذي شارك فيه 22 مطرب من جميع الدول العربيه، وشارك في القراءات الشعرية فيه إلى جانب كتابه الفنانة السورية سوزان نجم الدين، ترجمت بعض قصائده إلى لغات عديدة ومنها الإنجليزية والاسبانية والايطالية والفرنسية والعبرية وصدرت في أكثر من انتولوجيا ومجلة ادبية في أمريكا واسبانيا

## اصدارته
صدر له ست مجموعات شعرية وأعدَّ وقدم كتاب مختارات من شعر المقاومة الفلسطينية في ال 48، والتي شملت 126 شاعرًا من كل الأجيال. ترجمت الكثير من قصائده ومقالاته إلى الإنجليزية والإيطالية والإسبانية.
لحنت له قصائد كثيرة، صدر بعضها في ألبوم «أنت معي»، ومن كلماته أوبيريت «شمس العروبة» والذي يشارك في غنائه وقراءة مقاطعه الشعرية 21 فنان من جميع الدول العربية.

### مجموعاته الشعرية
- أصعد وسلمي من نار، المطبعة العربية الحديثة- القدس- 1998
- أنت معي، المطبعة العربية الحديثة- القدس- 2002
- أشعل الدنيا قصيدة، مركز الحضارة العربية-القاهرة- 2005
- تلاوة الطائر الراحل، دار الجندي للنشر والتوزيع- القدس 2012
- مختارات من شعر المقاومة الفلسطينية في الداخل الفلسطيني ال48 ، اعداد وتقديم، بدعم من اللايكسو 2016
- يافا شهوة البحر، دار الجندي للنشر والتوزيع- القدس، 2018
- مأساة وضاح، مسرحية شعرية، دار نشر ومكتبة كل شيء، حيفا، 2020.[5]

مسرحيات ناجزة:
- مشاهد مستقبلية (مسرحية لليافعين) تمثيل مسرح الرامه البلدي
- الحوت الازرق (مسرحية للاطفال) تمثيل مسرح الشروق